# Ориссааре (посёлок)
О́рисса́аре (эст. Orissaare) — посёлок в волости Сааремаа уезда Сааремаа, Эстония. Административный центр волостного района Ориссааре.
До административной реформы местных самоуправлений Эстонии 2017 года входил в состав волости Ориссааре и был её административным центром.

## География и описание
Расположен на северо-западе острова Сааремаа, на берегу залива Вяйкевяйн, в 46 км к северо-востоку от уездного и волостного центра — города Курессааре. Высота над уровнем моря — 7 метров.
Климат умеренный. Официальный язык — эстонский. Почтовый индекс — 94601.

## Население
По данным переписи населения 2021 года, в Ориссааре насчитывалось 784 жителя, из них 774 (98,7 %) — эстонцы. Из 784 человек мужчин — 344 (43,9 %), женщин — 440 (56,1 %); детей в возрасте до 17 лет (включительно) — 119 (15,2 %), людей в возрасте от 18 до 64 лет (включительно) — 458 (58,4 %), лиц пенсионного возраста (65 лет и старше) —  207 чел. (26,4 %).
По данным переписи населения 2011 года, в посёлке оживал 841 человек, из них 832 (98,9 %) — эстонцы.
Численность населения посёлка Ориссааре по данным переписей населения:
| Год  | 1959  | 1970    | 1979   | 1989   | 2000   | 2011  | 2021  |
| ---- | ----- | ------- | ------ | ------ | ------ | ----- | ----- |
| Чел. | 900 * | ↗ 940 * | ↗ 1034 | ↗ 1386 | ↘ 1085 | ↘ 841 | ↘ 784 |

* В т. ч. деревня Ориссааре (соответственно, 71 и 39 чел.)

## История
Впервые упоминается в 1645 году (Orrisar).
В 1532 году упоминается одноимённая деревня, расположенная рядом с современным посёлком Ориссааре (Oreval). В XVI веке на её месте была основана мыза, первое упоминание о ней относится к 1530 году. Деревня Ориссааре фигурировала в списках населённых пунктов при переписях населения 1959 и 1970 года, в 1977 году она была объединена с посёлком Ориссааре.
На военно-топографических картах Российской империи (1846–1897 годы), в состав которой входила Лифляндская губерния, мыза обозначена как мз. Орисаръ.
В 1836 году в деревне Ориссааре была открыта школа. Сам посёлок возник после окончания строительства в 1897 году дамбы Вяйнатамм и порта Ориссааре (разрушен во время Второй мировой войны) и стремительно развивался в 1950-х годах. Восточная часть Ориссааре, вокруг современной улицы Мяэ, раньше называлась Тырвакюла (эст. Tõrvaküla, с эст. Смоляная деревня).

### Посёлок в советское время
В советское время в посёлке работали: 
- колхоз «Сыпрус» (эст. «Sõprus», с эст. «Дружба», посёлок был его центральной усадьбой с 1976 года); административное здание, в котором располагалась колхозная контора, построено в 1974 году (архитектор Э. Вайно);
- экспериментальный завод «Общества спасения на водах»;
- колонна 11-й автомобильной базы;
- дорожно-строительное отделение;
- центр Ориссаареского лесничества;
- станция телерадиовещания;
- больница;
- детский сад;
- средняя школа им. Мюрисеппа;
- спецшкола-интернат;
- дом культуры.

В 1945—1954 Ориссааре был центром Орисаареского сельсовета, затем — центром Ориссаареского района и вырос в крупнейший посёлок острова.

### Посёлок в настоящее время
В настоящее время в Ориссааре работают:
- Ориссаареский центр обслуживания Сааремааской волостной управы (обслуживает посёлок и 35 деревень)[18];
- детский сад «Пяйкесекийр» (эст. «Päikesekiir», с эст. «Солнечный луч»);
- гимназия[19];
- музыкальная школа[20];
- дом культуры[21] (объём и фасады сталинского здания, построенного в 1959 году, внесены в Государственный регистр памятников культуры Эстонии как памятник архитектуры[22]);
- спортхолл[21];
- хостел «Притсукас» («Pritsukas»); устроен в бывшем здании пожарной части[23].

Летом в посёлке проводится Фестиваль впечатлений «I Land Sound», который знакомит участников с местной культурой.
На территории поселкового стадиона произрастает дуб, на международном конкурсе в 2015 году получивший титул «Дерево года Европы». В 2015 году его возраст составлял 150 лет.

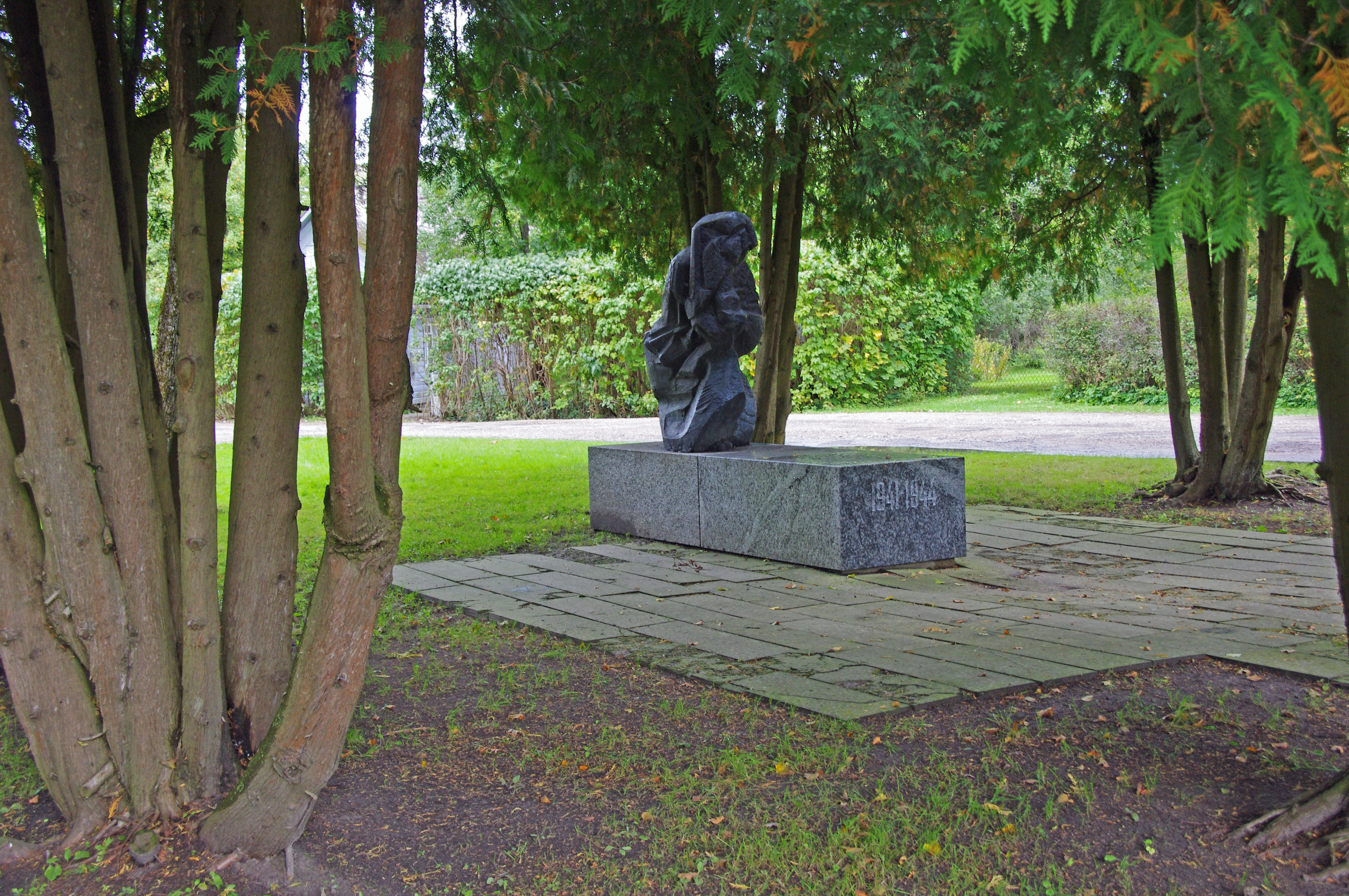
Советский памятник на братской могиле павших во II мировой войне в Ориссааре, 2013 год

В 1979 году на находящейся на территории посёлка братской могиле советских воинов, павших во Второй мировой войне (исторический памятник с 1997 до 2023 года) был установлен скульптурный памятник с выбитыми на нём датами «1941—1945». Рабочая группа по советским памятникам (РГСП) при Госканцелярии Эстонии в своём протоколе от 30 ноября 2022 года признала памятник «нейтральным монументом», имеющим высокую художественную ценность и созданным признанным эстонским художником (автор — скульптор Эдгар Вийес (Edgar Viies)). Поскольку братская могила находится непосредственно между жилыми домами, РГСП оставила на усмотрение местной общественности, подходит ли могила для этого места, при этом надгробный памятник было указано сохранить (см. Список советских военных памятников Эстонии).

#### Экономика
Крупнейшие работодатели посёлка по состоянию на 30 сентября 2023 года:
| Предприятие/организация          | Вид деятельности                  | Численность работников |
| -------------------------------- | --------------------------------- | ---------------------- |
| Orissaare gümnaasium             | Гимназия                          | 55                     |
| Orissaare Lasteaed «Päikesekiir» | Детский сад                       | 22                     |
| Orissaare Muusikakool            | Музыкальная школа                 | 14                     |
| METALL-LUX OÜ                    | Металлообработка                  | 10                     |
| Orissaare spordihoone            | Спортивный холл                   | 6                      |
| MTÜ «Orissaare Sport»            | Недоходное спортивное объединение | 5                      |

## Галерея

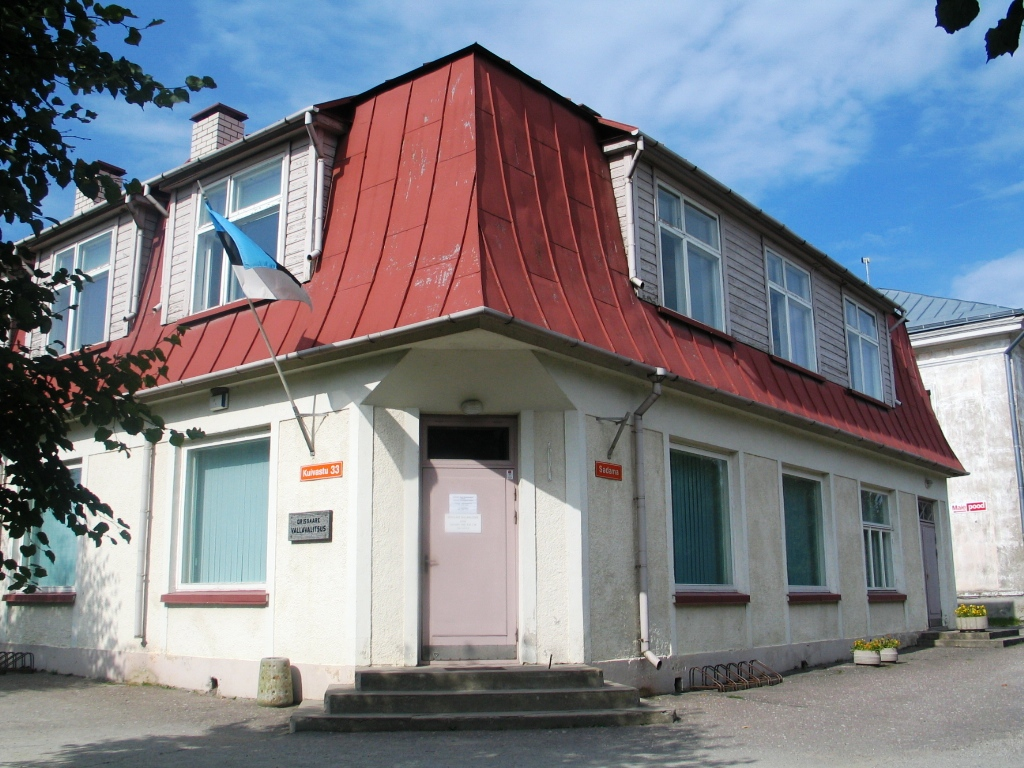
Бывшее здание волостной управы
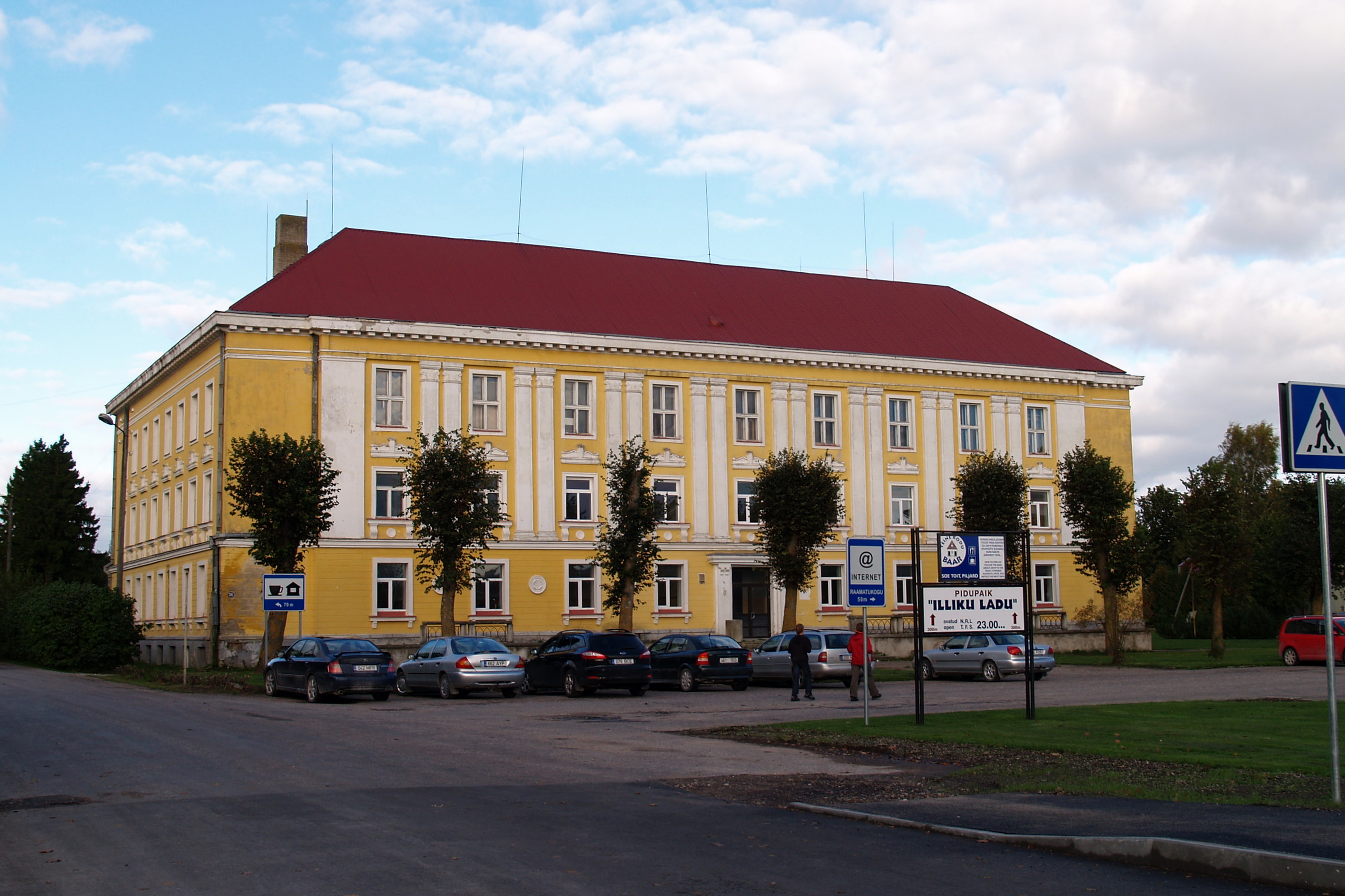
Административное здание ( памятник архитектуры 1955 года)
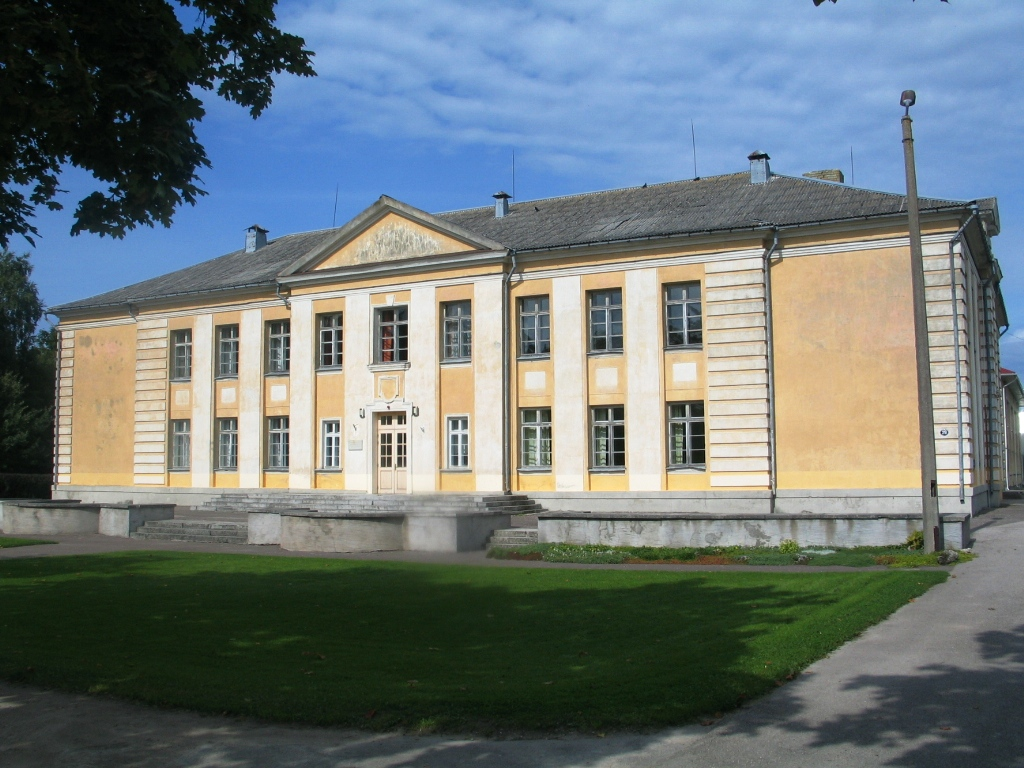
Гимназия
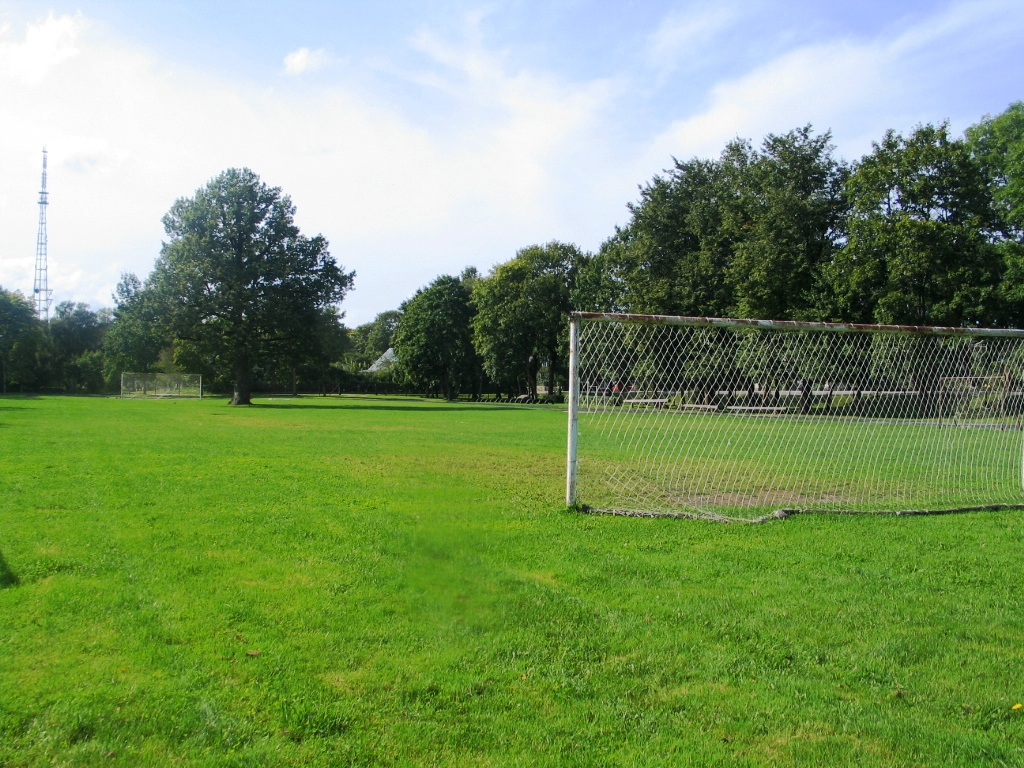
Стадион
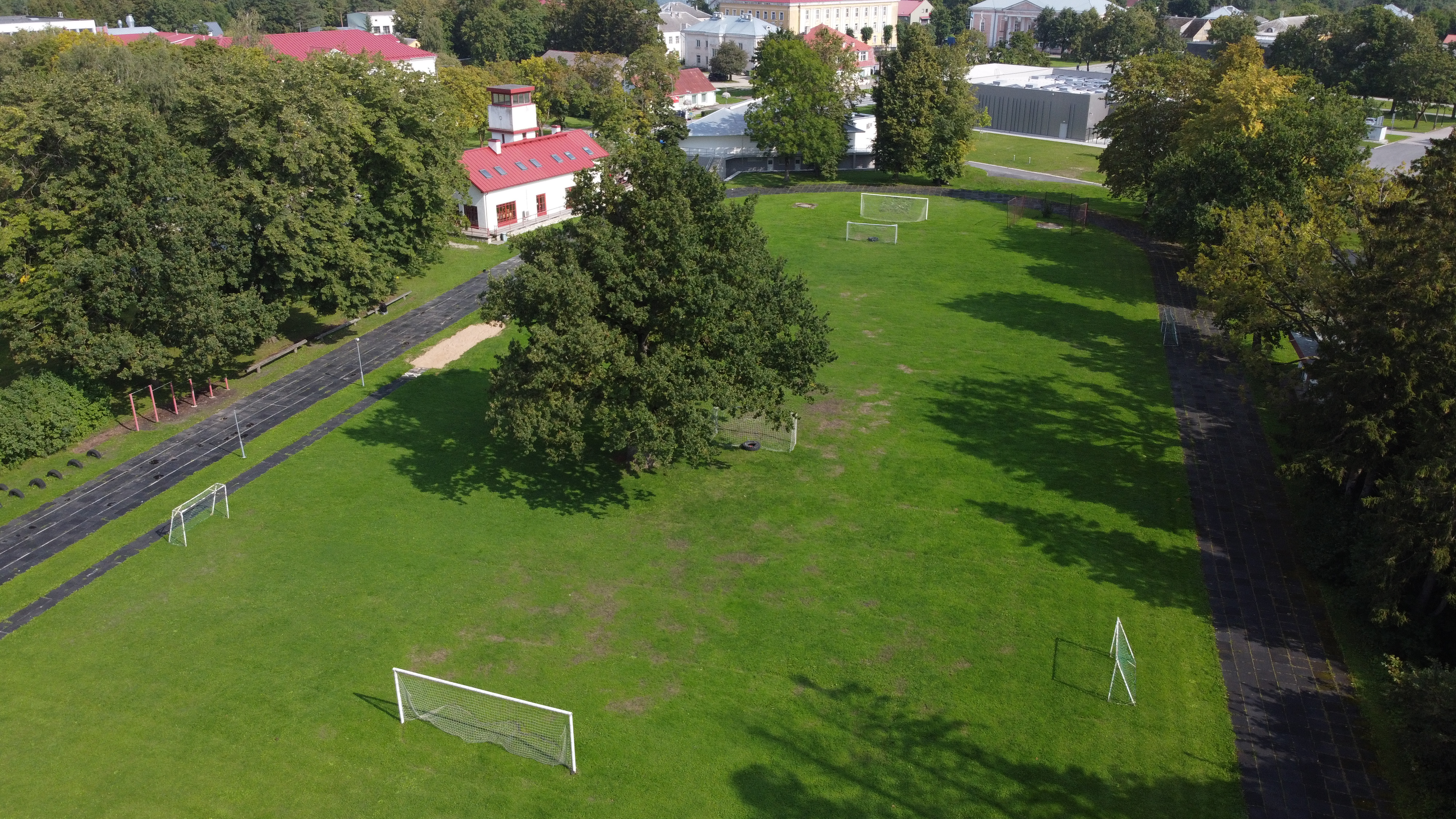
Стадион и Ориссаареский дуб («Дерево Европы 2015»)
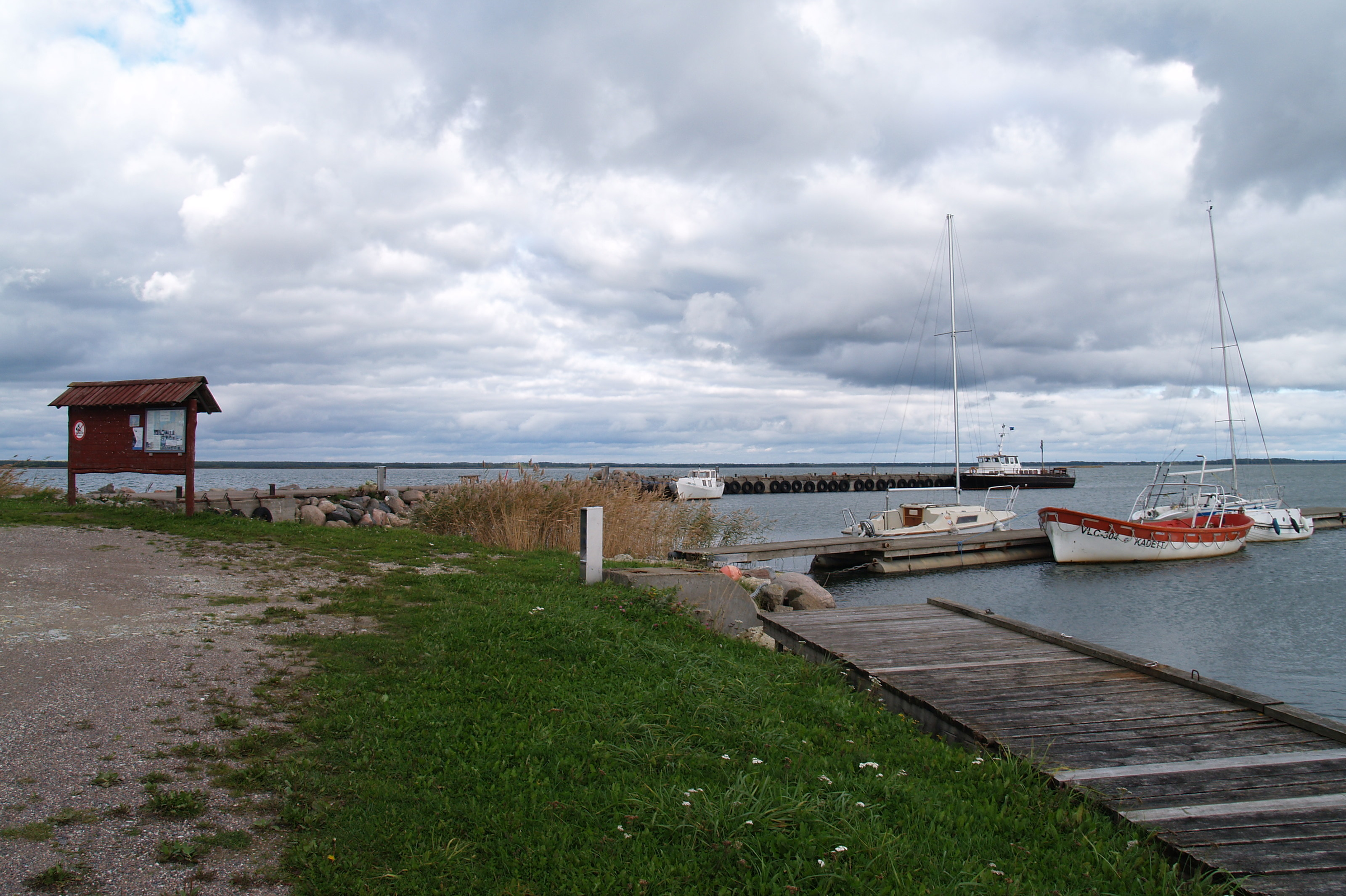
Лодочный причал
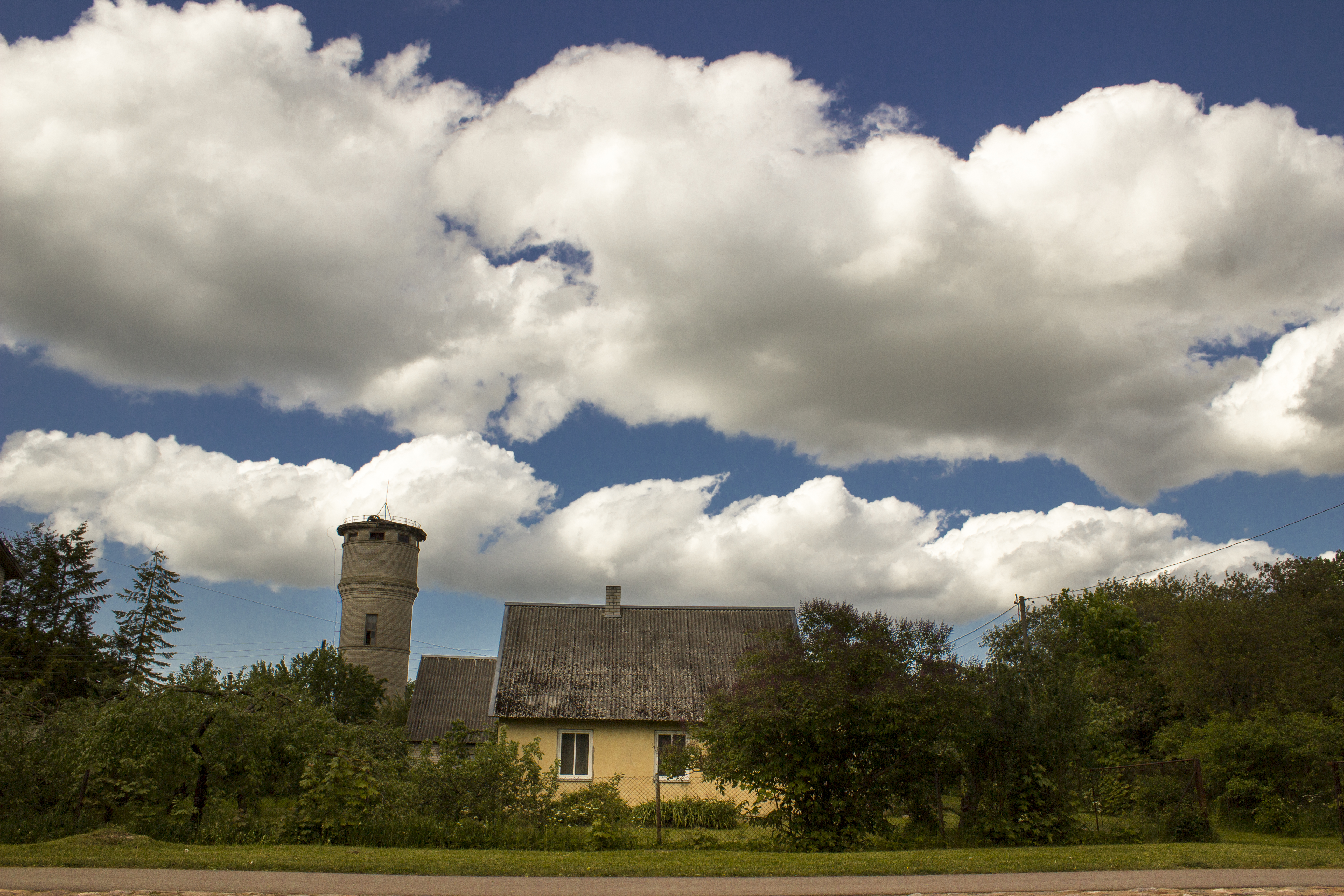
Местный пейзаж
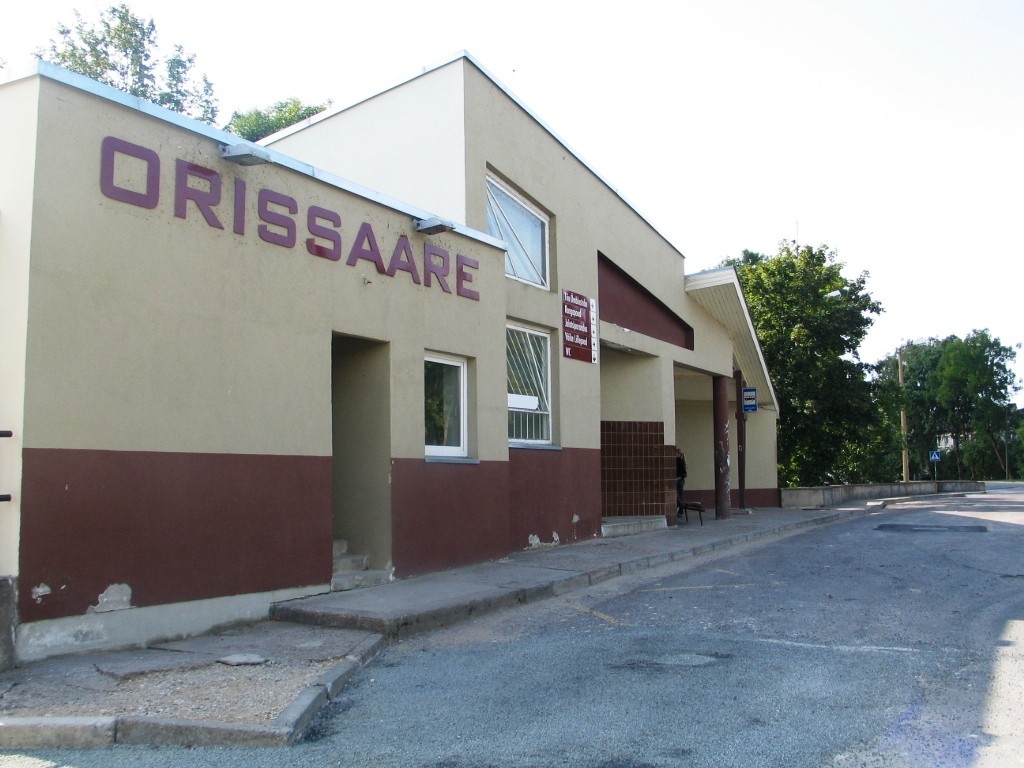
Автобусная остановка
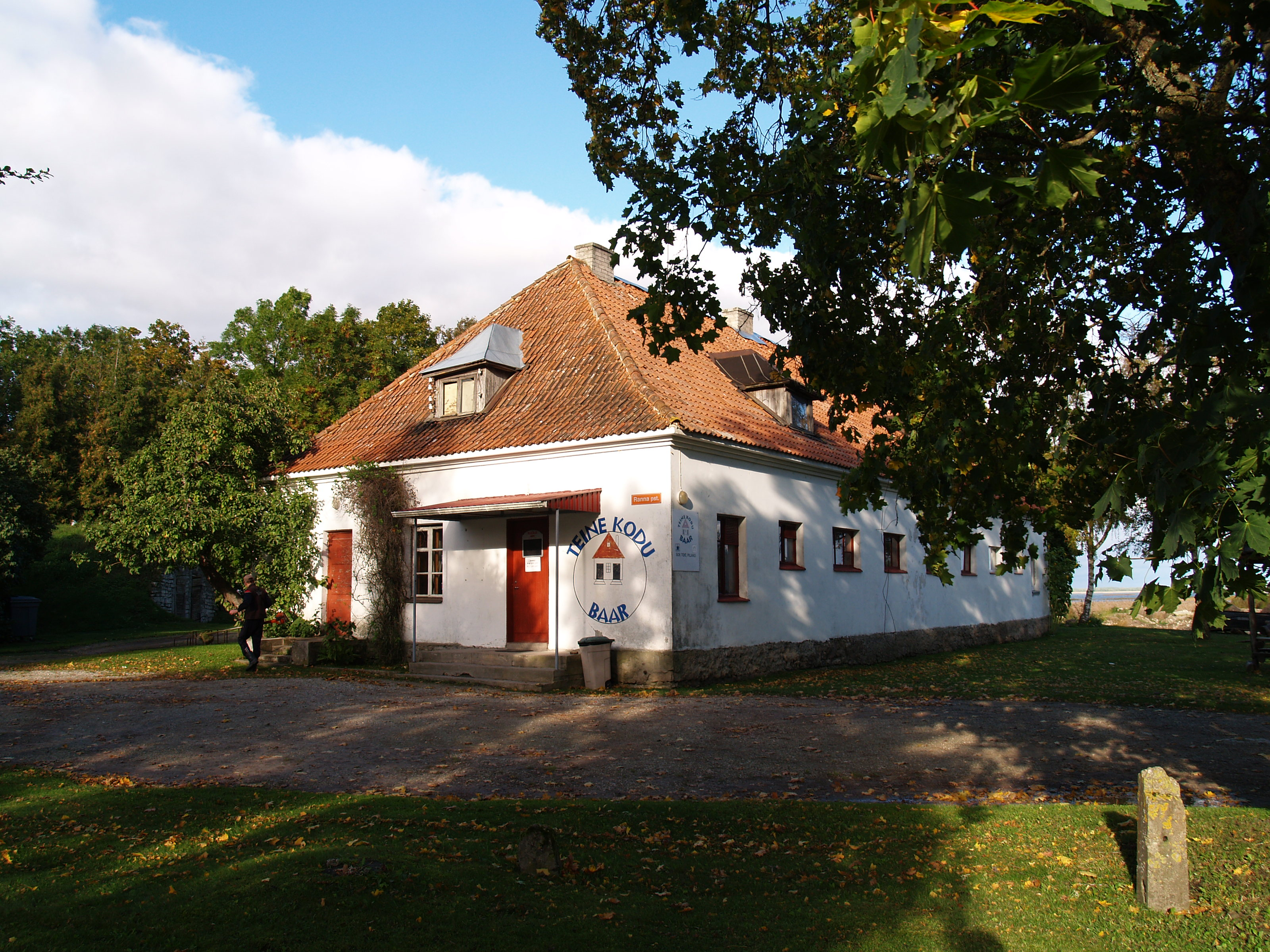
Бар «Teine Kodu» («Второй дом»), закрылся в 2012 году